# Stazione di Birori (FS)
La stazione di Birori delle Ferrovie dello Stato era una fermata ferroviaria a servizio del comune di Birori, lungo la ferrovia Cagliari-Golfo Aranci.

## Storia
Le origini della fermata si riconducono alla costruzione della Dorsale Sarda, la principale linea ferroviaria sarda realizzata su iniziativa della Compagnia Reale delle Ferrovie Sarde nella seconda metà dell'Ottocento. Il tracciato del collegamento su rotaia tra Cagliari e Golfo Aranci prevedeva il passaggio della ferrovia a circa 2 km a sud dall'abitato di Birori, per cui fu approntato uno scalo ferroviario. L'inaugurazione della fermata avvenne il 1º luglio 1880, insieme al tronco ferroviario tra Oristano e Giave della Cagliari-Golfo Aranci. L'attività nella fermata iniziò a tutti gli effetti il giorno dopo, sotto la gestione della Compagnia Reale.

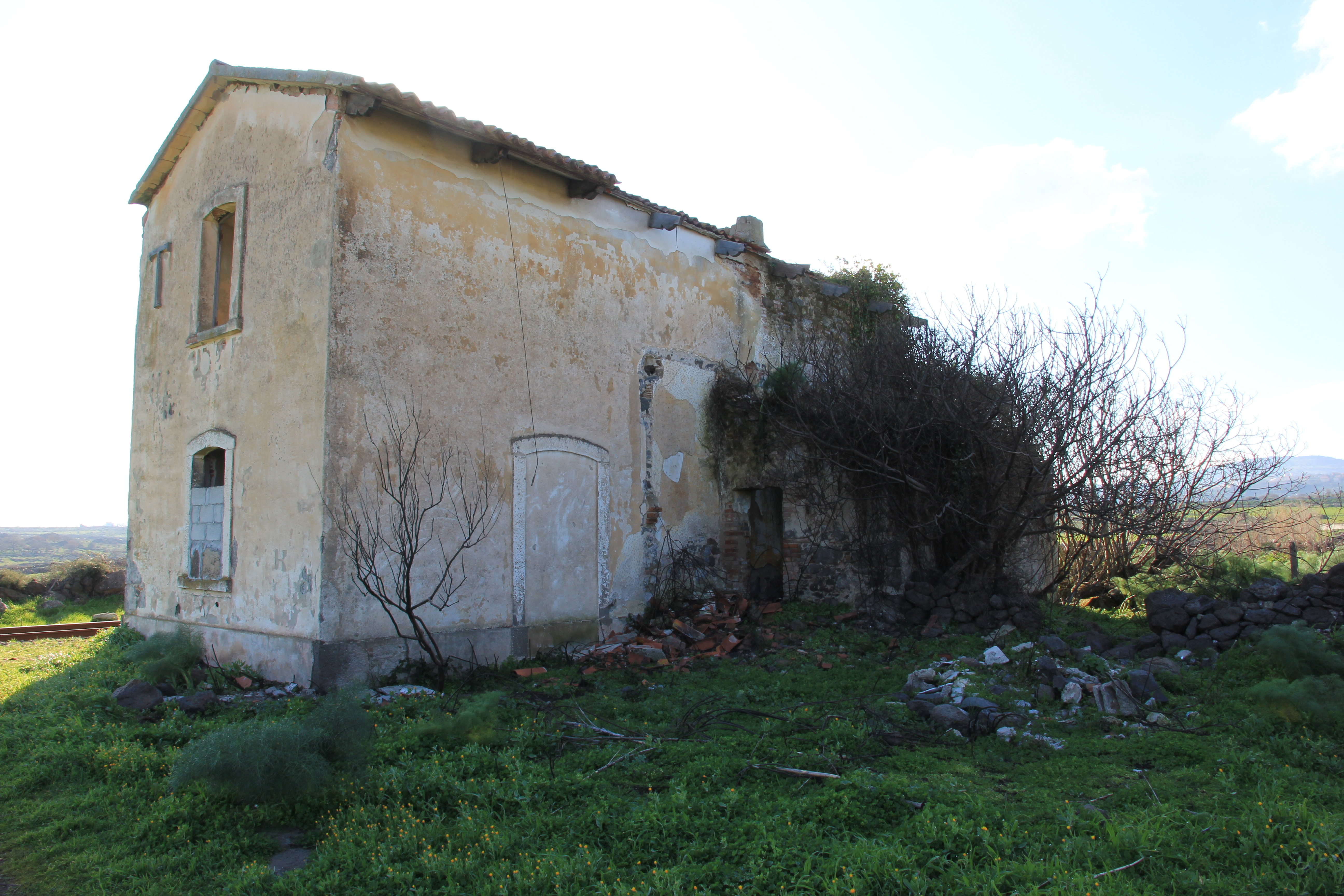
Il fabbricato viaggiatori visto dalla strada di accesso. Gli edifici dell'impianto sono andati incontro ad una situazione di degrado dopo la dismissione della fermata.

Nel 1920 le Ferrovie dello Stato subentrarono alle Ferrovie Reali nella gestione della rete sarda a scartamento ordinario e delle relative stazioni, Birori inclusa. L'impianto continuò ad essere impiegato come scalo passeggeri sino all'inizio degli anni sessanta, benché varie relazioni non prevedessero più la sosta nell'impianto; infine tra il 1960 ed il 1961 la fermata venne disattivata al servizio viaggiatori ed in seguito dismessa.

## Strutture e impianti

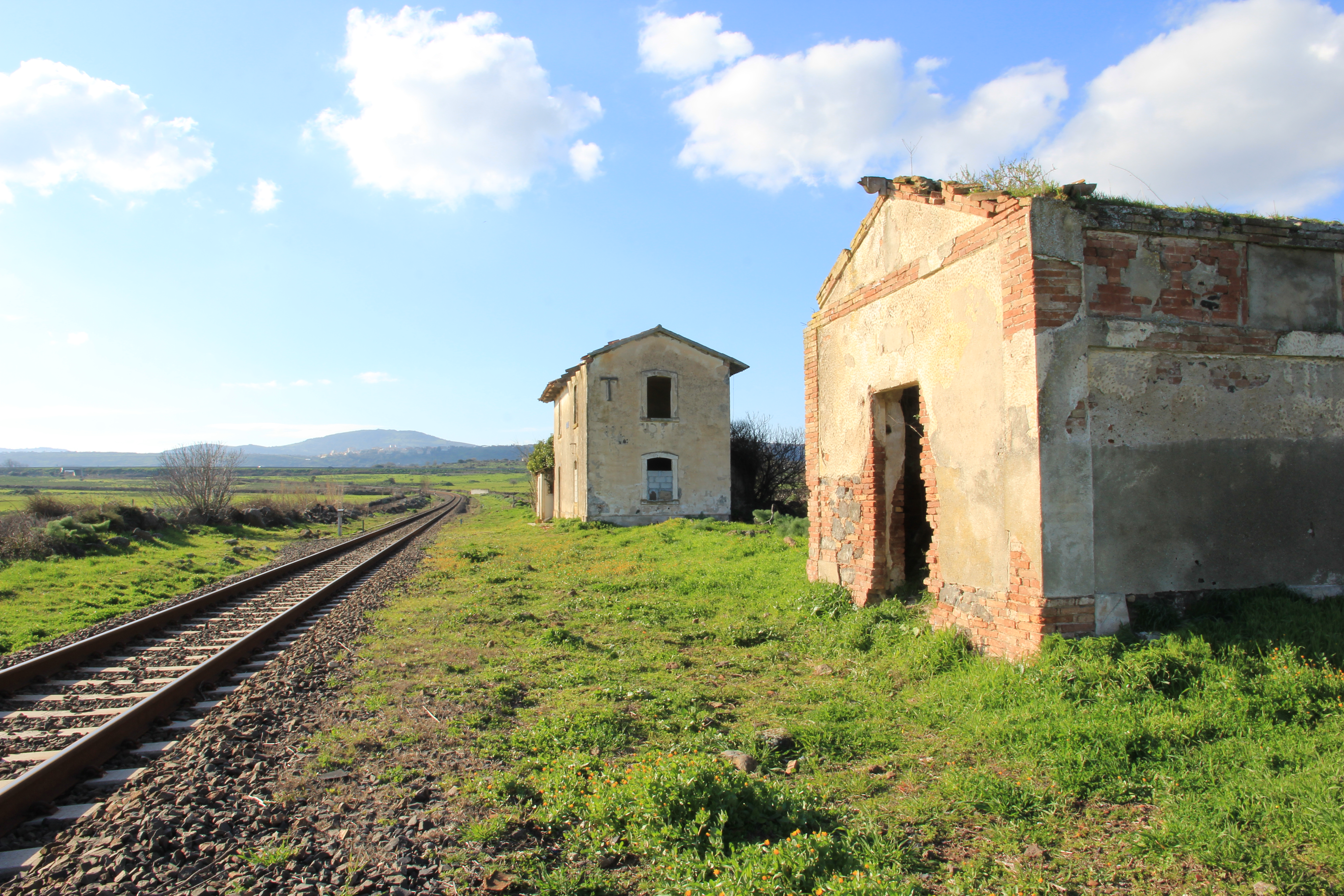
Due degli edifici di stazione: sullo sfondo il fabbricato viaggiatori, ed in primo piano i resti di un locale di servizio.

Situata lungo la ferrovia Cagliari-Golfo Aranci, la fermata era dotata del solo binario di corsa (ancora presente). A nord dello stesso trova posto il fabbricato viaggiatori dell'impianto, a pianta rettangolare ed esteso su due piani, con due luci di apertura sui lati maggiori e una sui minori, e tetto a falde in laterizi. Affiancato al lato ovest dell'impianto si trova il locale delle ritirate, mentre un ulteriore edificio di servizio si trovava più a est. Tutti questi fabbricati sono andati incontro ad un progressivo degrado dopo la chiusura della fermata.

## Movimento
Dall'inizio degli anni sessanta la stazione è stata disattivata al servizio passeggeri, in precedenza era servita dai convogli delle Ferrovie dello Stato.

## Servizi

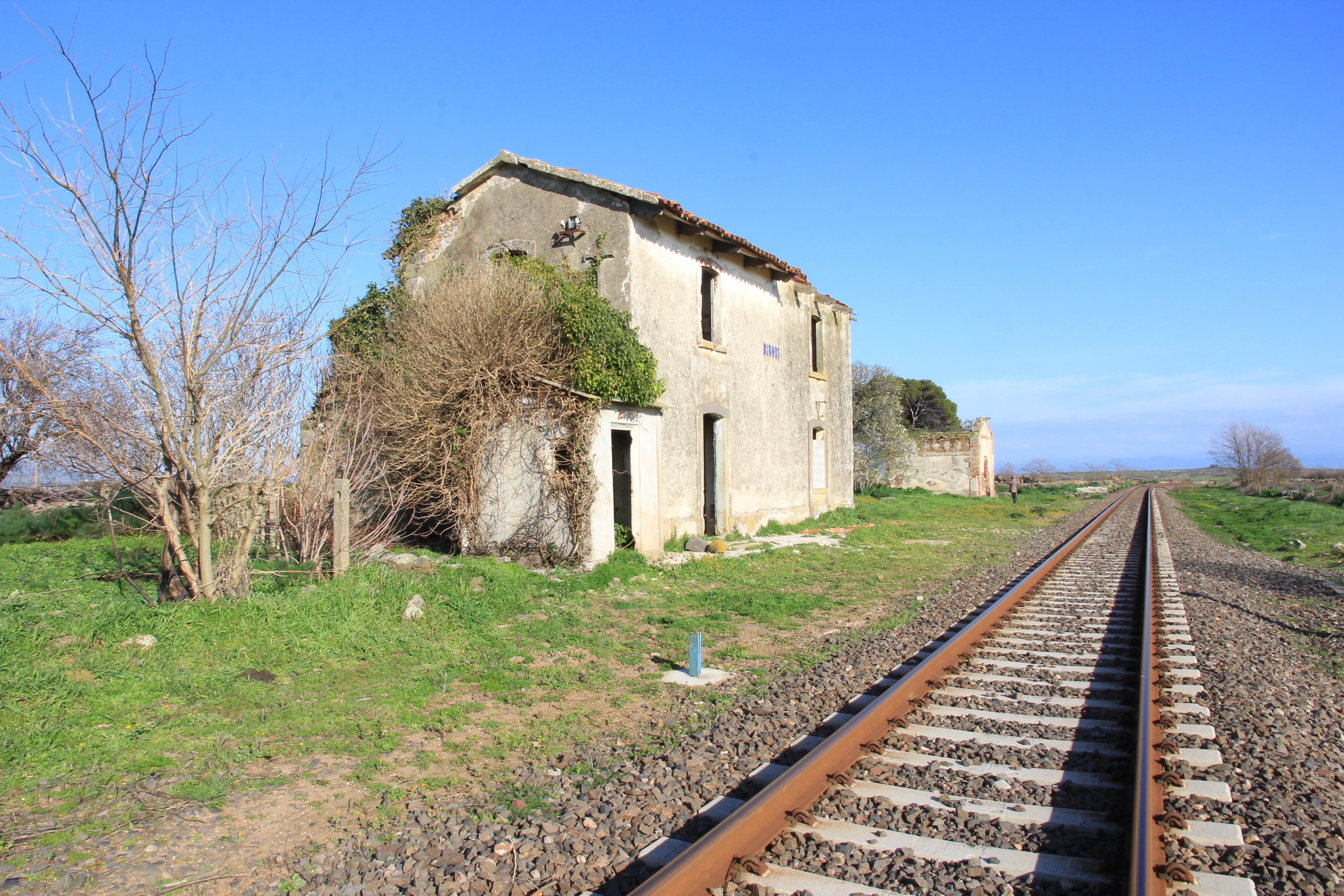
Vista in direzione Cagliari della fermata: tra il fabbricato viaggiatori e il binario era presente una banchina per l'accesso ai treni, poi smantellata dopo la chiusura dello scalo. Si notano anche i resti del locale dei servizi igienici, sormontati dalla vegetazione.

L'impianto durante l'attività era dotato di una banchina a servizio del binario di corsa, poi smantellata dopo la chiusura dello scalo. Presenti all'epoca anche i servizi igienici.
- Servizi igienici